# Повстання Костки-Наперського

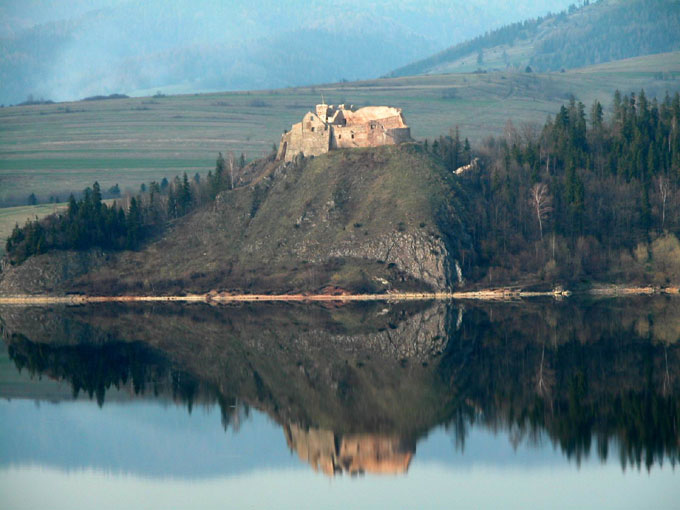
Руїни Чорштинського замку.

Повста́ння Ко́стки-Напе́рського (пол. Powstanie Kostki-Napierskiego) — селянське повстання 1651 року в Речі Посполитій під проводом шляхтича Олександра Костки-Наперського. Тривало з 14 червня по 24 червня на теренах південно-польського Підгалля. Спалахнуло внаслідок сильного соціально-економічного гніту та знущань місцевої шляхти з селянства. Перебувало під впливом Хмельниччини. В ході повстання селяни захопили Чорштинський замок. Проте їх виступ був придушений піхотою і драгунами краківського єпископа Петра Гембицького.